# Salhausenové
Salhausenové, někdy také Saalhausenové či Sahlhausenové byli saský šlechtický rod s původem v Míšeňském markrabství. Původním sídlem předků rodu bylo panství Saalhausenu u saské Ožice. Rod vlastnil panství v severních Čechách.

## Panství rodu

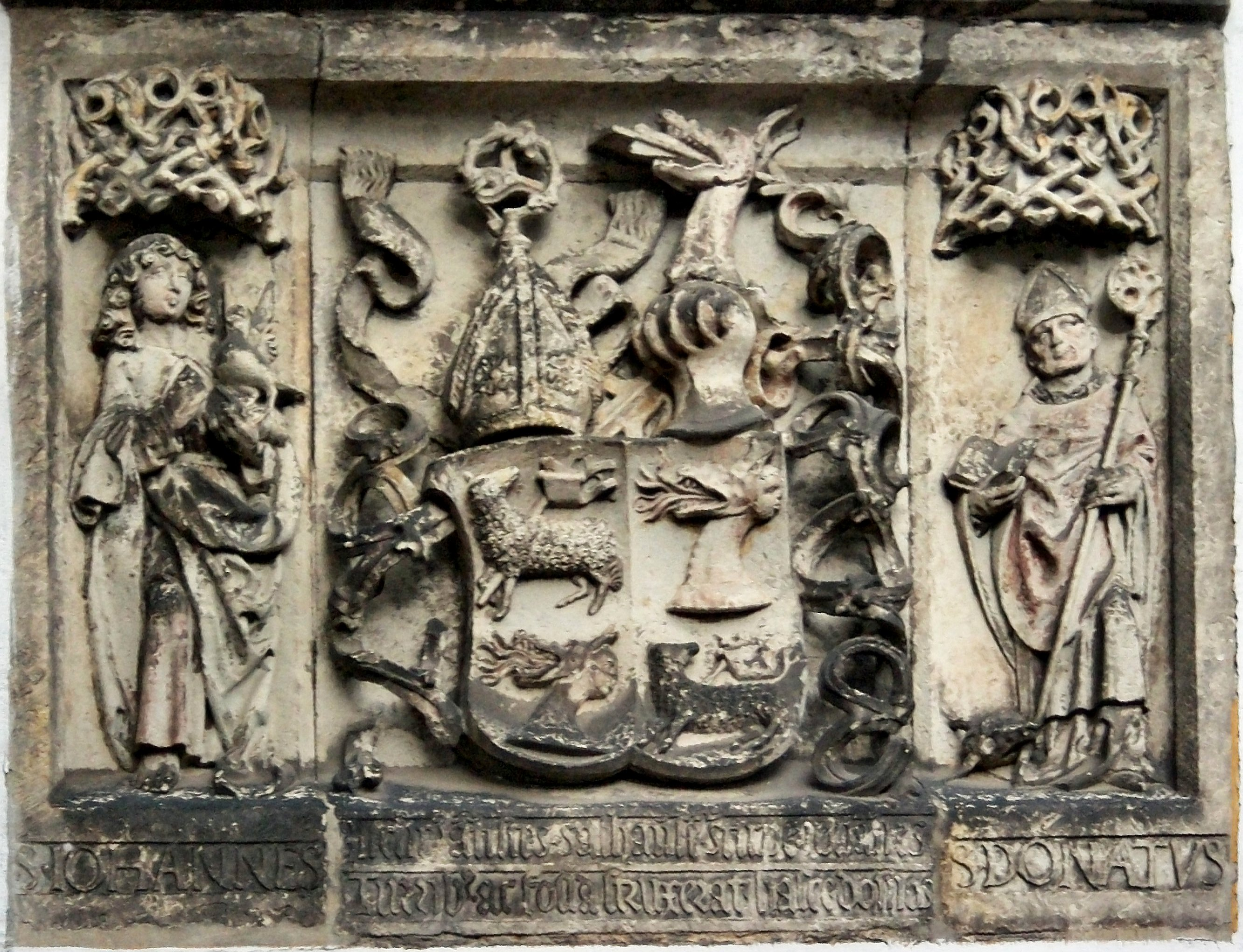
Polepšený erb míšeňského biskupa Jana VI. na zámku Wurzen.

### Wehlen
Sídlem Saalhausenů, kteří po roce 1245 sloužili u míšeňských markrabat, byl hrad Wehlen v saské části Labských pískovců poblíž českých hranic. Od roku 1547 nebyl hrad obýván a postupně chátral.

### Schieritz
Zámek Schieritz v údolí Ketzerbach u Míšně vlastnil rod v letech 1409-1513.

### Děčín
V roce 1515 prodal Mikuláš III. Trčka z Lípy za 70 000 kop českých grošů bratřím Hanušovi, Volfovi a Bedřichovi ze Salhausenu Děčínské panství v severních Čechách s hradem Vrabincem, Českou Kamenicí a pustým hradem Ostrý. Po rozdělení majetku v roce 1522 připadl Děčín Hanušovi ze Salhausenu, který jej v roce 1534 prodal Rudolfovi z Býnova.

### Benešov nad Ploučnicí a Bynovec

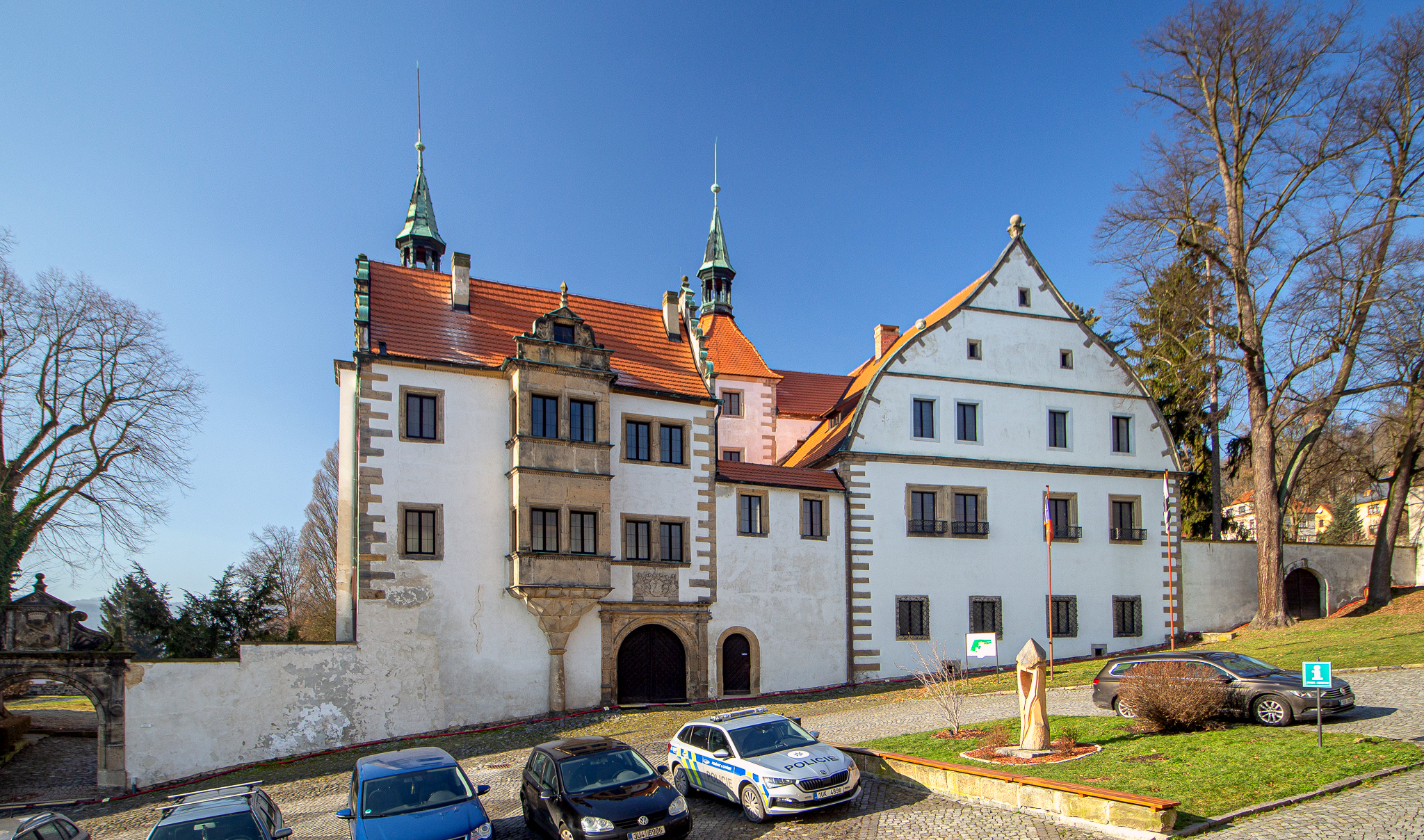
Dolní zámek v Benešově nad Ploučnicí

Kolem roku 1515 získal Hanuš ze Salhausenu na Wehlenu (Hans von Salhausen) od Mikuláše III. Trčky také panství Benešov nad Ploučnicí (dříve Scharfensteinské panství). Nový majitel na svém panství zavedl reformaci. Přesvědčil katolického teologa Balthasara Resinaria z Děčína jako jednoho z prvních českých kněží ke konverzi na luterskou víru.

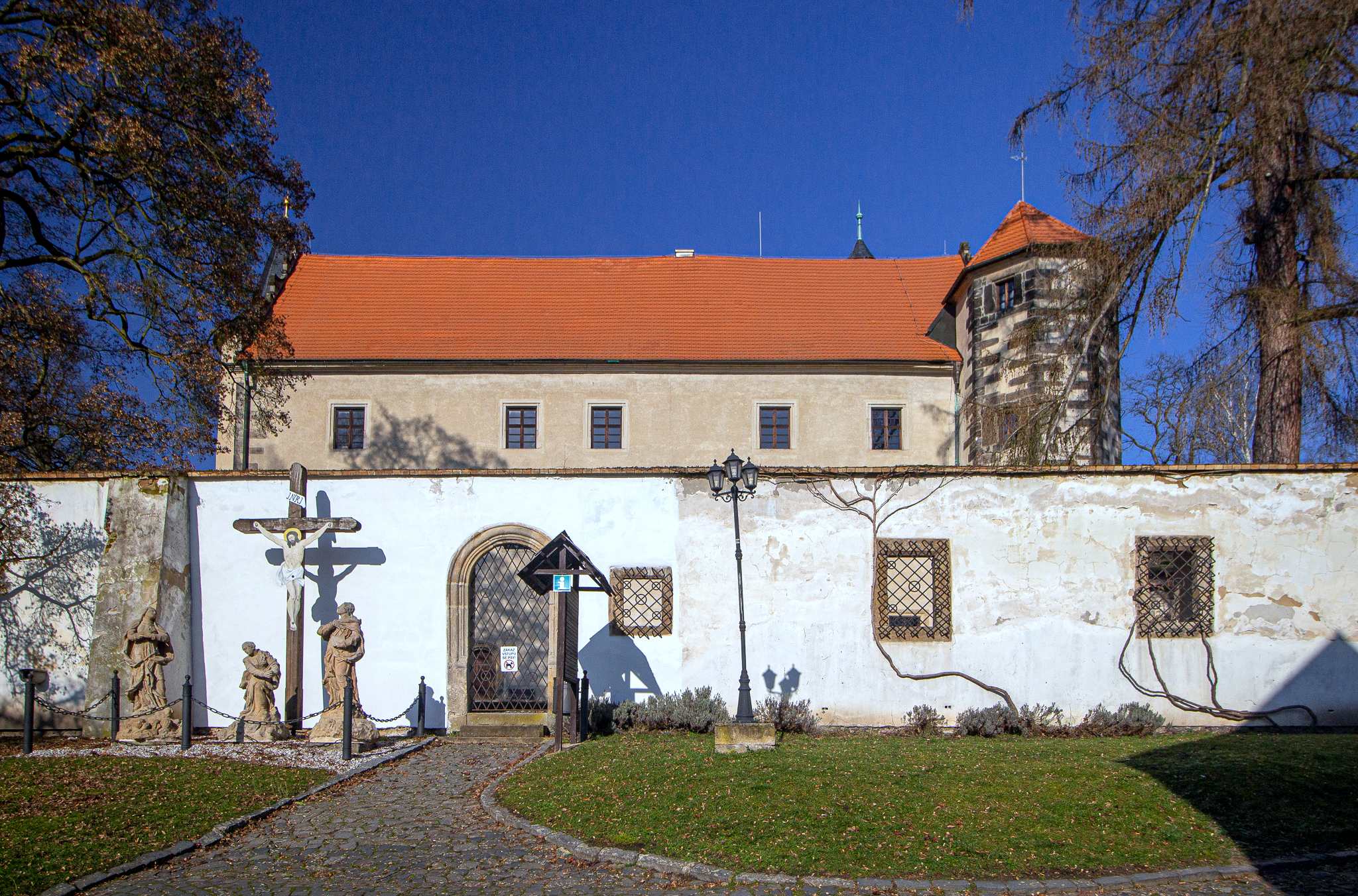
Horní zámek v Benešově nad Ploučnicí

V roce 1522 sdílel Hanuš majetek se svými bratry Bedřichem a Volfem ze Salhausenu. Bedřich nechal v Benešově nad Ploučnicí v letech 1522-1524 postavit Horní zámek. Volfovi ze Salhausenu byl jeho podíl vyplacen. Bedřich ze Salhausenu, který se kvůli stavbě Dolního zámku v letech 1540-1544 dostal do finančních potíží, v roce 1545 zastavil svou část panství bratrům Hanušovi a Mikulášovi, kterým dlužil 2600 kop českých grošů.
Po Bedřichově smrti v roce 1562 bylo dědictví rozděleno mezi jeho syny Hanuše a Bedřicha a založeno nové panství Bynovec. Obec Růžová patřilo do dědictví Hanuše ze Salhausenu.
V roce 1575 vypukl mezi pány ze Salhausenu spor o dědictví, který trval až do roku 1583.
Od roku 1594 se coby majitelé panství střídali Salhausenové s páni z Hagenu a Starschedely. V roce 1612 koupil Bynovecké panství Jan z Vartenberka na Kamenici. V roce 1631 Panství Benešov nad Ploučnicí získala hrabata z Thun-Hohensteinu.
Oba zámky Benešov nad Ploučnicí jsou považovány za zvláště cenné renesanční památky.

### Kamenice
Město Česká Kamenice na Osterském panství zakoupili Salhausenové v roce 1515 od Vartenberků, kteří měli velké válečné dluhy. V roce 1535 si Saalhausenové rozdělili panství, ze kterého vzniklo panství Kamenice, které existovalo do roku 1850 a od roku 1614 patřilo českému rodu Kinských. Spolu s výstavbou kamenického zámku a kaple Panny Marie došlo v 17. století k rozvoji Kamenice do reprezentativního města barokního období.

### Eulenfeld
V roce 1534 koupil Volf ze Salhausenu od správce saského Eilenburgu Thomase Rudolpha panství Eulenfeld s hradem Eilenburg. Salhausenové panství vlastnil osm let, než se roku 1542 na základě převodu saského kurfiřta Jana Bedřicha I. stalo lénem Jakuba z Koseřic.

## Rodový erb
V rodovém erbu je červená zvířecí hlava ve tvaru draka nebo bájné bytosti ve zlatém poli. Přikryvadla přilby jsou červená a zlatá. Klenot je táž zvířecí hlava, avšak zezadu probodnutá šípem, který vyčnívá z úst.

## Význační členové rodu
V roce 1262 byl dvůr u Ožice poprvé zmíněn jako sídlo Petra de Zalesen (Peter von Saalhausen). Mezi významné osobnosti rodu patří také míšeňský biskup Jan VI. († 1518).
Gottfried Konstantin ze Salhausenu, který vykonával úřad hejtmana Litomeřického kraje, byl císařem Leopoldem I. dne 18. března 1662 povýšen do stavu svobodného pána.